# Carybdea arborifera
Carybdea arborifera is een tropische kubuskwal uit de familie Carybdeidae. De kwal komt uit het geslacht Carybdea. Carybdea arborifera werd in 1897 voor het eerst wetenschappelijk beschreven door Maas. 